# 나카노초역
나카노초역(일본어: 仲ノ町駅, なかのちょうえき)은 일본 지바현 조시시에 있는 조시 전기 철도선의 역이다.

## 역 구조
단선 승강장 1면 1선의 지상역이다. 종일 역원 배치 역으로 화장실이 있다.

## 역 주변
- 야마사 간장 본사・조시 공장
- (구)공정 시민관
- 중앙 미도리 공원
- 묘후쿠지

## 역사
- 1913년 12월 28일: 조시 유람 철도 역으로 개업.
- 1917년 11월 21일: 조시 유람 철도 폐선과 함께 폐지.
- 1923년 7월 5일: 조시 유람 철도 시대의 시설을 이용하여 조시 철도 역으로 재개업.
- 1982년 11월 1일: 택배 개시.
- 1984년 2월 1일: 화물 취급 폐지.
- 2007년 8월 4일: "가난이 떠났다" 상 설치.
- 2016년 12월: 조시 상고 학생에 의한 클라우드 펀딩 활동으로 모은 모금을 바탕으로 역사의 리뉴얼 공사 실시.

## 인접역
| 조시 전기 철도 ■ 조시 전기 철도선 | 조시 전기 철도 ■ 조시 전기 철도선 | 조시 전기 철도 ■ 조시 전기 철도선 |
| --------------------------------- | --------------------------------- | --------------------------------- |
| 조시 조시 방면                    |                                   | 간논 도카와 방면                  |